# 40 Days for Life
40 Days for Life (deutsch: 40 Tage für das Leben) ist eine internationale christliche Bewegung aus den USA, die den Abtreibungsgegnern zuzuordnen ist. Ziel der Organisation ist es, durch Mahnwachen, Gebete und Fasten die Schließung lokaler Abtreibungszentren zu erreichen.

## Geschichte
Die erste 40 Days for Life-Kampagne fand 2004 in Bryan, Texas unter dem Namen Coalition for Life statt und umfasste eine 40-tägige Gebetsaktion zur Schließung des örtlichen Zentrums von Planned Parenthood. Von dort aus expandierte die Bewegung und umfasste 2007 bereits Aktionen in 89 US-amerikanischen Städten. Mittlerweile existieren lokale Gruppen in vielen Ländern auf allen Kontinenten.
In Deutschland hat 40 Days for Life bereits in Frankfurt am Main, München, Passau und Pforzheim in der Nähe von Abtreibungszentren oder Pro-Familia-Filialen Mahnwachen abgehalten, zum Teil unter Polizeischutz aufgrund von Störaktionen.
Die Bewegung wurde von mehreren prominenten Mitgliedern der Lebensrechtsbewegung gutgeheißen, wie etwa Abby Johnson, die während ihrer Tätigkeit bei Planned Parenthood der damaligen Coalition for Life begegnete. In einem Brief aus dem Jahr 2014 brachte das Staatssekretariat des Heiligen Stuhls im Namen von Papst Franziskus dessen Wertschätzung für den britischen Zweig der Bewegung zum Ausdruck.

## Name
Der Bezug auf „40 Tage“ verweist auf mehrere Passagen der Bibel, wie insbesondere das vierzigtägige Fasten Jesu in der Wüste (Mt 4,2 ), weshalb die Frühjahrskampagnen üblicherweise während der Fastenzeit abgehalten werden.

## Kritik
Mahnwachen der Bewegung vor Stellen zur Schwangerschaftskonfliktberatung werden von Personal und Ratsuchenden häufig als belästigend und psychisch belastend empfunden, sodass der Bewegung Gehsteigbelästigung vorgeworfen wird. In der Vergangenheit soll es bei Mahnwachen zu Diffamierungen gekommen sein, sodass das Verwaltungsgericht Karlsruhe 2021 eine Mahnwache direkt vor einer Beratungsstelle von pro familia untersagte.
Der Bewegung wird vorgeworfen, ihre Mahnwachen bewusst vor Beratungsstellen durchzuführen, um diese zu stören und zu bedrängen und auf Gehsteigbelästigung zu setzen. Ginge es um die öffentliche Meinungsbildung, könnten die Proteste an öffentlichkeitswirksameren Plätzen, etwa vor Landtagen oder in Fußgängerzonen, stattfinden.